# 今村夏子
今村 夏子（いまむら なつこ、1980年2月20日 - ）は、日本の小説家。広島県広島市安佐南区生まれ。大阪市在住。

## 経歴
広島県内の高校を経て大阪市内の大学を卒業。その後は清掃のアルバイトなどを転転とした。29歳の時、職場で「あした休んでください」といわれ、帰宅途中に突然、小説を書こうと思いつく。そうして書き上げた「あたらしい娘」が2010年、第26回太宰治賞を受賞した。同作を改題した「こちらあみ子」と新作中篇「ピクニック」を収めた『こちらあみ子』（筑摩書房）で、2011年に第24回三島由紀夫賞受賞。広島の実家近くで2014年に起きた広島土砂災害では、泥水が実家の周囲に押し寄せ、祖母の墓が流された。「こちらあみ子」には、子どもの頃の郷里の思い出も散りばめ、広島弁もさりげなく登場する。2014年刊の『こちらあみ子』ちくま文庫版に新作「チズさん」が併録されたが、それ以外に作品の発表はなく、半引退状態となっていた。
2016年、西崎憲に声をかけられ、西崎が編集長をつとめる新創刊文芸誌『たべるのがおそい』（書肆侃侃房）で2年ぶりとなる新作「あひる」を発表し、第155回芥川龍之介賞候補に挙がった。同作を収録した短篇集『あひる』で、第5回河合隼雄物語賞受賞。2017年、『星の子』で第157回芥川賞候補、第39回野間文芸新人賞受賞。2019年、『むらさきのスカートの女』で第161回芥川賞を受賞。笙野頼子、鹿島田真希、本谷有希子、村田沙耶香に続いて5人目の純文学新人賞三冠作家となる。2019年度咲くやこの花賞受賞。
2013年に結婚し、大阪市内で夫と娘と3人暮らし。庄野潤三の長女（1947年生れ）は同姓同名の別人。岡山市出身の小川洋子を「神様みたいな人」と敬愛し、「ずっとあんなふうに書いていけたらすてき」と話している。
2020年2月、広島市民賞を受賞。
2022年、「こちらあみ子」が実写映画化。『とんこつQ&A』で第39回織田作之助賞候補。

## 作品リスト

### 単行本
- 『こちらあみ子』（2011年1月 筑摩書房 / 2014年6月 ちくま文庫 解説:町田康、穂村弘）
  - 「こちらあみ子」 - 『太宰治賞2010』掲載時「あたらしい娘」から改題
  - 「ピクニック」 - 書き下ろし
  - 「チズさん」（文庫版のみ） - 書き下ろし
- 『あひる』（2016年11月 書肆侃侃房 / 2019年1月 角川文庫 解説:西崎憲）
  - 「あひる」 - 文学ムック『たべるのがおそい』vol.1
  - 「おばあちゃんの家」 - 書き下ろし
  - 「森の兄妹」 - 書き下ろし
- 『星の子』（2017年6月 朝日新聞出版 / 2019年12月 朝日文庫）※ 2020年に芦田愛菜主演で映画化[18]。
  - 「星の子」 - 『小説トリッパー』2017年春号
  - 「対談 書くことがない、けれど書く 小川洋子×今村夏子」（文庫版のみ） - 『群像』2018年2月号
- 『父と私の桜尾通り商店街』（2019年2月 角川書店 / 2022年1月 角川文庫 解説:瀧井朝世）
  - 「白いセーター」 - 文学ムック『たべるのがおそい』vol.3
  - 「ルルちゃん」 - 『文芸カドカワ』2017年12月号
  - 「ひょうたんの精」 - 『文芸カドカワ』2017年10月号
  - 「せとのママの誕生日」 - 『早稲田文学』増刊女性号
  - 「冬の夜」（文庫版のみ） - 『文芸カドカワ』2017年8月号
  - 「モグラハウスの扉」 - 書き下ろし
  - 「父と私の桜尾通り商店街」 - 『文芸カドカワ』2016年9月号
- 『むらさきのスカートの女』（2019年6月 朝日新聞出版 / 2022年6月 朝日文庫 解説:ルーシー・ノース[19]）
  - 「むらさきのスカートの女」 - 『小説トリッパー』2019年春号
  - 芥川賞受賞記念エッセイ（文庫版のみ）
    - 「むらさきのスカートの女と、私」 - 『文學界』2019年9月号
    - 「今日までのこと」 - 『文藝春秋』2019年9月号
    - 「何とも思わなくなる日」 - 『共同通信』2019年7月22日配信
    - 「人と接しない仕事」 - 『朝日新聞』2019年7月25日
    - 「ぐるりと回るレストラン」 - 『毎日新聞』2019年8月1日夕刊
    - 「芥川賞に決まって」 - 2019年8月20日付『西日本新聞』ほか
    - 「懐かしの本屋さん訪ねたい」 - 『中国新聞』2019年7月30日
    - 「背中を押してくれた小説」[20] - 『産経新聞』2019年9月8日
    - 「受賞のことば」
- 『木になった亜沙』（2020年4月 文藝春秋 / 2023年4月 文春文庫 解説:村田沙耶香）
  - 「木になった亜沙」 - 『文學界』2017年10月号
  - 「的になった七未」 - 『文學界』2020年1月号
  - 「ある夜の思い出」 - 文学ムック『たべるのがおそい』vol.5
  - ボーナスエッセイ（文庫版のみ）
    - 「バイキング」 - 『文學界』2016年9月号
    - 「日記とエッセイ」 - 『文學界』2021年2月号
    - 「日記」 - 『新潮』2021年3月号
- 『とんこつQ&A』（2022年7月 講談社）
  - 「とんこつQ&A」 - 『群像』2020年7月号
  - 「嘘の道」 - 『群像』2020年10月号
  - 「良夫婦」 - 『群像』2021年7月号
  - 「冷たい大根の煮物」 - 『群像』2021年12月号

### アンソロジー収録
- 「あひる」 - 『文学2017』（2017年4月 講談社）
  - 初出:『たべるのがおそい』vol.1
- 「父と私の桜尾通り商店街」 - 『短篇ベストコレクション 現代の小説 2017』（2017年6月 徳間文庫）
  - 初出:『文芸カドカワ』2016年9月号
- 『パンデミック日記』（2021年6月 新潮社）
  - 初出:『新潮』2021年3月号「創る人52人の「2020コロナ禍」日記リレー」
- 「三影電機工業株式会社社員寮しらかば」 - 『文学2025』（2025年6月 講談社）
  - 初出:『群像』2024年5月号

### 単行本未収録
小説
- 「ティラミス」 - 『ちくま』2022年6月号
- 「貯金箱」 - 『新潮』2024年5月号
- 「トラの顔」 - 『文藝』2024年秋季号
- 「七月三十一日晴れ」 - 『新潮』2024年10月号
- 「カラーハート」 - 『群像』2025年5月号

エッセイ
- 「思い出ステーション」 - 『小説すばる』2011年3月号
- 「サクランボの家」 - 『群像』2022年9月号